# Helibelton Palacios
Helibelton Palacios Zapata (Santander de Quilichao, Cauca; 11 de junio de 1993) es un futbolista colombiano. Juega como lateral y su equipo actual es Millonarios de la Categoría Primera A.

## Trayectoria

### Deportivo Cali
El 14 de septiembre de 2011 debuta en la Categoría Primera A en la derrota 2-1 en su visita al Rionegro Águilas.

Su primer gol como profesional lo hizo el 21 de junio de 2012 se lo marcó al Deportivo Pasto marcando en el empate a un gol, en un compromiso por la Copa Colombia.

### La Equidad
Para enero de 2014 es vendido a La Equidad comprando todo su pase. Debuta en el club Asegurador el 8 de febrero de 2014 en la victoria como visitantes 1-3 en la cancha de Envigado F. C.. Jugaría solo 15 partidos en el club bogotano.

### Deportivo Cali
Para mitad de 2014 vuelve al club Deportivo Cali donde debuta con derrota por la mínima el 2 de julio frente al Cortuluá.

El 26 de octubre marca el gol de la victoria 3 a 2 en el Estadio Manuel Murillo Toro frente al Deportes Tolima, vuelve a marcar gol en el mismo estadio el 29 de noviembre esta vez en la derrota 4-2. En la siguiente fecha de nuevo marca en el empate a dos goles frente a Rionegro Águilas donde también saldría expulsado.
Se coronó campeón de la Liga Águila I el 7 de junio de 2015 ante el Independiente Medellín ganando en el global por 2 a 1 jugando los dos partidos.
Marca de nuevo un gol dos años después el 15 de septiembre de 2016 en el empate a dos goles en su visita a Santa Fe.

### Club Brujas
El 7 de enero de 2017 es presentado como nuevo jugador del Club Brujas de la Primera División de Bélgica , comprando el 80% de su pase firmando contrato hasta el año 2020. Debuta de manera oficial el 22 de enero jugando los últimos 28 minutos en la goleada 3 a 0 en su visita al Standard Lieja.
Debutó en la Liga de Campeones de la UEFA el 26 de julio de 2017 en la tercera fase previa en el empate a 3 a 3 contra Estambul Başakşehir F. K. Pasó un año en el equipo belga, con un registro de 21 partidos jugados, 14 como titular.

### Atlético Nacional
El 16 de enero de 2018 es oficializado como nuevo jugador del Atlético Nacional de la Categoría Primera A. Su primer gol lo marca el 16 de septiembre de 2018 en la victoria 3 por 1 sobre Envigado FC. Vuelve y marca el 21 de octubre de 2018 para darle la victoria por la mínima en el clásico contra el Deportivo Independiente Medellín .
En el mes de noviembre de 2020 rescindió su contrato con Atlético Nacional, equipo del que llegó a ser unos de los capitanes.[cita requerida]

### Elche C. F.
El 4 de febrero de 2021 firmó por el Elche C. F. de la Primera División de España hasta el final de la temporada para volver a coincidir a las órdenes de Jorge Almirón. Debuta el 17 de marzo como titular en la derrota 2 por 0 contra el Sevilla FC.

### Cruzeiro
El 21 de julio de 2023 es confirmado como nuevo jugador de Cruzeiro. Firma contrato hasta diciembre de 2025 con el equipo brasileño.

### Millonarios
En febrero de 2025 es anunciado como nuevo jugador de Millonarios. Llega cedido desde Cruzeiro hasta diciembre de 2025. El 16 de mayo marca su primer gol con el equipo, dandole la victoria ante el Envigado F. C. por la fecha 19 del Torneo Apertura. Vuelve a marcar el 8 de agosto en el empate 3-3 ante su ex-equipo, el Deportivo Cali.

## Selección nacional

### Categoría inferiores
Participó en los Juegos Olímpicos de Río de Janeiro 2016 con la selección de fútbol sub-23 de Colombia donde jugó tres partidos. La selección llegó a la instancia de cuartos de final donde fue eliminada por los locales

#### Participaciones en Torneos Juveniles
| Campeonato                          | Sede                       | Resultado                  | PJ | GA | Asis |
| ----------------------------------- | -------------------------- | -------------------------- | -- | -- | ---- |
| Sudamericano Sub-20 de 2013         | Argentina                  | Campeón                    | 8  | 0  | N/A  |
| Torneo Esperanzas de Toulon de 2013 | Francia                    | Subcampeón                 | 3  | 0  | N/A  |
| Copa Mundial Sub-20 de 2013         | Turquía                    | Octavos de final           | 1  | 0  | 0    |
| Repesca Juegos Olímpicos 2016       | Colombia                   | Clasificado                | 2  | 0  | N/A  |
| Juegos Olímpicos 2016               | Río de Janeiro, Brasil     | Cuartos de final           | 4  | 0  | 0    |
| Total en Torneos Juveniles          | Total en Torneos Juveniles | Total en Torneos Juveniles | 18 | 0  | 0    |

### Selección absoluta
Fue convocado por primera vez a la selección de Colombia absoluta el 28 de agosto de 2015 para los amistosos de preparación a las Eliminatorias de Rusia 2018 contra la selección de fútbol de Perú. Debutó el 17 de noviembre como titular en la derrota 1-0 frente a la selección argentina.
El 28 de agosto de 2018 volvió a ser convocado para los amistosos ante la selección de Venezuela y la selección argentina por el DT encargado Arturo Reyes Montero. Vuelve y juega con la selección el 7 de septiembre en la victoria 2 por 1 sobre Venezuela ingresando en el segundo tiempo por Santiago Arias.

#### Participaciones enEliminatorias al Mundial
| Eliminatoria                        | Sede del Mundial | Posición      | Resultado   | PJ | GA | Asis |
| ----------------------------------- | ---------------- | ------------- | ----------- | -- | -- | ---- |
| Eliminatorias Mundial de Rusia 2018 | Rusia            | 4°lugar 27pts | Clasificado | 1  | 0  | 0    |

## Estadísticas

### Clubes
| Club                         | Temporada           | Liga  | Liga  | Copas | Copas | Internacional | Internacional | Total | Total |
| Club                         | Temporada           | Part. | Goles | Part. | Goles | Part.         | Goles         | Part. | Goles |
| ---------------------------- | ------------------- | ----- | ----- | ----- | ----- | ------------- | ------------- | ----- | ----- |
| Deportivo Cali · Colombia    | 2011                | 5     | 0     | -     | -     | -             | -             | 5     | 0     |
| Deportivo Cali · Colombia    | 2012                | 5     | 0     | 5     | 1     | -             | -             | 10    | 1     |
| Deportivo Cali · Colombia    | 2013                | 3     | 0     | 3     | 0     | -             | -             | 6     | 0     |
| La Equidad · Colombia        | A-2014              | 15    | 0     | -     | -     | -             | -             | 15    | 0     |
| La Equidad · Colombia        | Total club          | 15    | 0     | -     | -     | -             | -             | 15    | 0     |
| Deportivo Cali · Colombia    | F-2014              | 20    | 3     | 4     | 0     | 4             | 0             | 28    | 3     |
| Deportivo Cali · Colombia    | 2015                | 43    | 0     | 4     | 0     | 0             | 0             | 47    | 0     |
| Deportivo Cali · Colombia    | 2016                | 31    | 1     | 4     | 0     | 6             | 0             | 41    | 1     |
| Deportivo Cali · Colombia    | Total club          | 107   | 4     | 20    | 0     | 10            | 0             | 137   | 4     |
| Club Brujas · Bélgica        | 2017                | 11    | 0     | -     | -     | -             | -             | 11    | 0     |
| Club Brujas · Bélgica        | 2017                | 5     | 0     | 1     | 0     | 4             | 0             | 10    | 0     |
| Club Brujas · Bélgica        | Total club          | 16    | 0     | 1     | 0     | 4             | 0             | 21    | 0     |
| Atlético Nacional · Colombia | 2018                | 35    | 1     | 8     | 0     | 8             | 0             | 51    | 1     |
| Atlético Nacional · Colombia | 2019                | 42    | 0     | 3     | 0     | 5             | 0             | 50    | 0     |
| Atlético Nacional · Colombia | 2020                | 15    | 0     | -     | -     | 4             | 0             | 19    | 0     |
| Atlético Nacional · Colombia | Total club          | 92    | 1     | 11    | 0     | 17            | 0             | 120   | 1     |
| Elche C. F. · España         | 2021                | 11    | 0     | -     | -     | -             | -             | 11    | 0     |
| Elche C. F. · España         | 2021-22             | 26    | 0     | 3     | 0     | -             | -             | 29    | 0     |
| Elche C. F. · España         | 2022-23             | 24    | 0     | 1     | 0     | -             | -             | 25    | 0     |
| Elche C. F. · España         | Total club          | 61    | 0     | 4     | 0     | -             | -             | 65    | 0     |
| Cruzeiro · Brasil            | 2023                | 10    | 0     | 2     | 0     | -             | -             | 12    | 0     |
| Cruzeiro · Brasil            | Total club          | 10    | 0     | 2     | 0     | -             | -             | 12    | 0     |
| Sport Recife · Brasil        | 2024                | 2     | 0     | -     | -     | -             | -             | 2     | 0     |
| Sport Recife · Brasil        | Total club          | 2     | 0     | 0     | 0     | -             | -             | 2     | 0     |
| Millonarios · Colombia       | 2025                | 0     | 0     | -     | -     | -             | -             | 0     | 0     |
| Millonarios · Colombia       | Total club          | 0     | 0     | -     | -     | -             | -             | 0     | 0     |
| Total en su carrera          | Total en su carrera | 307   | 5     | 37    | 1     | 31            | 0             | 375   | 6     |

### Selección de Colombia
| Sub-20 · Colombia | 2013                       | — | — | 8  | 0 | 1 | 0 | 9  | 0 |
| Sub-20 · Colombia | Total                      | 0 | 0 | 8  | 0 | 1 | 0 | 9  | 0 |
| Sub-21 · Colombia | 2013                       | — | — | 3  | 0 | — | — | 3  | 0 |
| Sub-21 · Colombia | Total                      | 0 | 0 | 3  | 0 | 0 | 0 | 3  | 0 |
| Sub-23 · Colombia | 2016                       | — | — | 6  | 0 | — | — | 6  | 0 |
| Sub-23 · Colombia | Total                      | 0 | 0 | 6  | 0 | 0 | 0 | 6  | 0 |
| Mayores · Colombia | 2015                       | 0 | 0 | —  | — | — | — | 0  | 0 |
| Mayores · Colombia | 2016                       | 0 | 0 | —  | — | — | — | 0  | 0 |
| Mayores · Colombia | 2018                       | 2 | 0 | 1  | 0 | — | — | 3  | 0 |
| Mayores · Colombia | 2019                       | 1 | 0 | —  | — | — | — | 1  | 0 |
| Mayores · Colombia | 2022                       | 1 | 0 | —  | — | — | — | 1  | 0 |
| Mayores · Colombia | Total                      | 4 | 0 | 1  | 0 | 0 | 0 | 5  | 0 |
| Total Selecciones Colombia | Total Selecciones Colombia | 4 | 0 | 18 | 0 | 1 | 0 | 23 | 0 |
| (1) Incluye los partidos: Campeonato Sudamericano, Esperanzas de Toulon, Preolímpicos, Juegos Olímpicos y Eliminatoria mundialista. |                            |   |   |    |   |   |   |    |   |

## Palmarés

### Títulos nacionales
| Título                     | Club              | País     | Año    |
| -------------------------- | ----------------- | -------- | ------ |
| Campeonato Nacional Sub-19 | Deportivo Cali    | Colombia | 2012   |
| Superliga de Colombia      | Deportivo Cali    | Colombia | 2014   |
| Categoría Primera A        | Deportivo Cali    | Colombia | 2015-I |
| Copa Colombia              | Atlético Nacional | Colombia | 2018   |

### Títulos internacionales
| Título                         | Club (*)        | Sede      | Año  |
| ------------------------------ | --------------- | --------- | ---- |
| Campeonato Sudamericano Sub-20 | Colombia sub-20 | Argentina | 2013 |

(*) Incluyendo la selección.